# Aleksandra Zawieruszanka
Aleksandra Zawieruszanka (ur. 3 kwietnia 1937 w Bielsku) – polska aktorka filmowa, telewizyjna i teatralna. Szczególnie rozpoznawalna z roli Edyty Lausch w serialu Stawka większa niż życie oraz porucznik Krystyny Gromowicz w filmie Rzeczpospolita babska.

## Życiorys

### Wczesne lata
Aleksandra Zawieruszanka urodziła się 3 kwietnia 1937 roku w Bielsku. Jej ojciec był działaczem miejscowej PPS, a gdy miała trzy lata trafił do obozu koncentracyjnego w Dachau. Matka z kolei była kurierką Armii Krajowej. Szczęśliwie całej rodzinie Zawieruchów udało się przetrwać burzliwy okres drugiej wojny światowej.
Od dziecka interesowała się teatrem regularnie biorąc udział w szkolnych przedstawieniach i konkursach recytatorskich, a nawet zdobywając nagrody. Marzenia o karierze aktorskiej traktowała jednak bez dużych oczekiwań, obawiając się, że na przeszkodzie w ich realizacji stanąć może, jak twierdziła, jej przeciętna uroda. Zdecydowała się studiować filologię polską na Uniwersytecie Jagiellońskim w Krakowie.
Wątpliwości i kompleksy Aleksandry Zawieruszanki zostały rozwiane dzięki znajomości z aktorką Marią Bogdą, która wraz z mężem Adamem Brodziszem – decyzją ówczesnych władz – wprowadziła się do pokoju w kwaterze Zawieruchów. Młoda Aleksandra w ostatniej chwili zdecydowała się na zgłoszenie do warszawskiej PWST.
Ponieważ komisja na egzaminach nie miała wątpliwości co do umiejętności aktorskich Zawieruszanki, porzuciła ona studia polonistyczne. Naukę na Wydziale Aktorskim zakończyła w 1959 roku, mając już na koncie występ w przedstawieniu dyplomowym na podstawie sztuki Wesele Stanisława Wyspiańskiego. Jerzy Waldorff w tym samym roku pisał w recenzjach dyplomowych: „Zapamiętajcie te nazwiska: Kępińska, Koczeska, Rylska, Stankówna i Zawieruszanka”.

### Kariera teatralna i filmowa
Niedługo po zakończeniu studiów, w 1960 roku, otrzymała angaż w Teatrze Narodowym, gdzie wypatrzył ją Stanisław Bareja. Otrzymała wtedy propozycję zagrania w komedii Mąż swojej żony, w której wcieliła się w postać lekkoatletki Jadwigi Fołtasiówny-Karcz i rozpoczęła karierę filmową. Choć na planie otaczali ją bardziej doświadczeni aktorzy, gra Zawieruszanki została odebrana pozytywnie przez krytykę.
Aktorka poświęcała się jednak grze w teatrze, rzadko pojawiając się na ekranie. W 1962 roku pojawiła się w filmie Józefa Wyszomirskiego Rodzina Milcarków, a w 1965 roku zagrała w Walkowerze – filmie Jerzego Skolimowskiego. W 1967 roku wystąpiła kolejno u boku Tadeusza Łomnickiego w filmie Zabijaka oraz w Upiorze Stanisława Lenartowicza, a rok później dała się poznać szerszej publiczności jako Edyta Lausch w czternastym odcinku serialu Stawka większa niż życie, partnerując na ekranie Stanisławowi Mikulskiemu. Dużą popularność przyniosła Zawieruszance rola porucznik Krystyny Gromowicz w komedii Rzeczpospolita babska z 1969 roku. Nie chciała jednak wykorzystać szansy na sławę, która się przed nią pojawiła. Zdecydowanie odrzucała kolejne role.
Jako aktorka Teatru Narodowego, w którym występowała ponad trzy dekady, wcieliła się m.in. w Katarzynę w Widoku z mostu Arthura Millera (1960, reż. Józef Wyszomirski), Żanetę w Wilkach w nocy Tadeusza Rittnera (1962, reż. Henryk Szletyński), Helenę w Grubych rybach Michała Bałuckiego (1964, reż. Marian Wyrzykowski), Wiolettę w Kordianie Juliusza Słowackiego (1965, reż. Kazimierz Dejmek), Helenę w Śnie nocy letniej Szekspira (1968, reż. Wanda Laskowska), Matkę w Beniowskim Juliusza Słowackiego (1971, reż. Adam Hanuszkiewicz), Markizę di Mildi w Opętanych Witolda Gombrowicza (1982, reż. Tadeusz Minc), Blanche w Tramwaju zwanym pożądaniem Tennessee Williamsa (1986, reż. Waldemar Matuszewski) oraz Ducha w Dziadach Adama Mickiewicza (1987, reż. Krystyna Skuszanka). W 1990 przestała występować na deskach Teatru Narodowego.
W stołecznym Teatrze na Woli publiczność mogła oglądać występy aktorki w 1991 roku, m.in. w spektaklach Nosorożec Eugene'a Ionesco i Magic Box Krzysztofa Gradowskiego.
W 1992 roku Aleksandra Zawieruszanka przestała występować w teatrach. Powróciła na krótką chwilę w 2000 roku, grając w Łożu z baldachimem w Teatrze Scena Prezentacje w Warszawie.
W 2005 roku zagrała epizod w jednym z odcinków serialu telewizyjnego Na dobre i na złe, występując u boku wieloletniego kolegi z planu Stanisława Mikulskiego. Zagrali starszą, zakochaną parę, która spotyka się w Leśnej Górze po latach rozłąki.

## Życie prywatne
Była zamężna z prawnikiem i varsawianistą Zdzisławem Paprockim, z którym mieszkała na warszawskiej Woli. Zdzisław Paprocki zmarł 28 listopada 2021 roku w wieku 75 lat. Aleksandra Zawieruszanka i Zdzisław Paprocki mieli syna i czworo wnucząt.  
Jak przyznała w jednym z wywiadów, oboje z mężem byli bibliofilami i kolekcjonerami. Ich księgozbiór liczy ponad 10 tys. woluminów.
W 2009 roku Aleksandra Zawieruszanka pojawiła się na otwarciu Muzeum Hansa Klossa w Katowicach.

## Filmografia
| Filmy fabularne |                                 |                                              |                      |
| Rok             | Tytuł                           | Rola                                         | Uwagi                |
| 1957            | Tydzień westchnień              |                                              | Etiuda szkolna       |
| 1960            | Mąż swojej żony                 | Sprinterka Jadwiga Fołtasiówna-Karcz         | Debiut filmowy       |
| 1962            | Rodzina Milcarków               | Barbara Henke                                |                      |
| 1965            | Walkower                        | Inżynier Teresa Karczewska                   |                      |
| 1965            | Dziewczęta w letnich sukienkach |                                              | Etiuda szkolna       |
| 1968            | Wniebowstąpienie                | Ludwika Gerson – przyjaciółka Raisy ze Lwowa |                      |
| 1969            | Rzeczpospolita babska           | Porucznik Krystyna Gromowicz                 |                      |
| 1972            | Z tamtej strony tęczy           | Doktor Teresa                                |                      |
| 1973            | Punkt widzenia                  | "Hola Goga" – nauczycielka geodezji          | Film krótkometrażowy |
| 1973            | Drużynowy                       | Mama Wojtka                                  | Film krótkometrażowy |
| 1991            | Tak tak                         | Matka Zuzi                                   |                      |

| Seriale i telewizja |                          |                                                | |
| Rok                 | Tytuł                    | Rola                                           | Uwagi |
| 1960                | Zawadiaka mimo woli      | Giulia                                         | Spektakl telewizyjny |
| 1960                | Świadek                  |                                                | Spektakl telewizyjny |
| 1960                | Obrazki śpiewające       |                                                | Spektakl telewizyjny |
| 1961                | Ta trzecia               | Ewa                                            | Spektakl telewizyjny |
| 1963                | Romans Teresy Hennert    |                                                | Spektakl telewizyjny |
| 1963                | Mandragora               | Lukrecja                                       | Spektakl telewizyjny |
| 1964                | Człowiek z głową         | Barbara                                        | Spektakl telewizyjny |
| 1965                | Zabawa jak nigdy         |                                                | Spektakl telewizyjny |
| 1965                | Stawka większa niż życie | Edyta Lausch                                   | Spektakl telewizyjny, odcinek: 5 pt. "Kryptonim Edyta"                                                                                |
| 1965                | Piąta bomba              | Elza                                           | Spektakl telewizyjny |
| 1965                | Kapitan z Koepenick      |                                                | Spektakl telewizyjny |
| 1966                | Przyznaję się do winy    | Dora                                           | Spektakl telewizyjny |
| 1967                | Zabijaka                 | Masza Siergiejewna                             | Film telewizyjny |
| 1967                | Upiór                    | Dasza / Praskowia                              | Film telewizyjny, podwójna rola |
| 1967                | Stawka większa niż życie | Edyta Lausch                                   | Serial telewizyjny, odcinek: 14 pt. "Edyta"                                                                                           |
| 1967                | Poletko nad jeziorem     | Renata                                         | Spektakl telewizyjny |
| 1967                | Pajęczyna                | Barbara / Angela / Jeanette                    | Spektakl telewizyjny |
| 1967                | Maliniarz                | Sieglinda                                      | Spektakl telewizyjny |
| 1968                | Sędzia Irving            | Saddy                                          | Spektakl telewizyjny |
| 1968                | Król i aktor             | Dorota Padlewska                               | Spektakl telewizyjny |
| 1969                | Będę kobietą             |                                                | Spektakl telewizyjny |
| 1970                | Widmo nocnej podróży     |                                                | Spektakl telewizyjny |
| 1970                | Wakacje z duchami        | Wiolonczelistka – żona "niewidomego" organisty | Serial telewizyjny, odcinki: 5 pt. "Tajemnica czarnego futerału", 6 pt. "Dzień bez cudów", 7 pt. "Strachy na lachy"                   |
| 1970                | W imieniu prawa          | Żona dyrektora                                 | Spektakl telewizyjny |
| 1970                | Pierwszy interesant      |                                                | Spektakl telewizyjny |
| 1970                | Owoce miłowania          |                                                | Spektakl telewizyjny |
| 1970                | A jesteś ogród           |                                                | Widowisko telewizyjne |
| 1971                | Szafir jak diament       | Architekt Ewa Potocka                          | Spektakl telewizyjny |
| 1971                | Podróż za jeden uśmiech  | Monika                                         | Serial telewizyjny, odcinek: 6 pt. "Polowanie na kapelusz"                                                                            |
| 1971                | Na przełaj               | Grażyna – córka                                | Film telewizyjny |
| 1973                | Zaciemnienie w Gretley   | Diana Axten                                    | Spektakl telewizyjny |
| 1973                | Weekend                  | Helena Holben                                  | Spektakl telewizyjny |
| 1973                | Tajemnica jeziora        | Adrienne                                       | Spektakl telewizyjny |
| 1973                | Akcja V                  | Maryla                                         | Spektakl telewizyjny, odcinki: 3 pt. "600 wron nad Peenemünde", 4 pt. "Specjalne wigilijne danie", 5 pt. "Pilna przesyłka do Londynu" |
| 1974                | Żona z orchideami        | Gladys Bewans                                  | Spektakl telewizyjny |
| 1975                | Dyrektorzy               | Żona Badury                                    | Serial telewizyjny, odcinek: 1 pt. "Swój chłop"                                                                                       |
| 1976                | Sidła                    | Piotrowska                                     | Spektakl telewizyjny |
| 1978                | Pamela                   | Sierżant Molly                                 | Spektakl telewizyjny |
| 1980                | Na czym pani gra         | Julia                                          | Spektakl telewizyjny |
| 1995                | Próby domowe             |                                                | Serial telewizyjny |
| 1995                | Don Carlos               | Księżna Olivarez                               | Spektakl telewizyjny |
| 2005                | Na dobre i na złe        | Hanka Sikorska                                 | Serial telewizyjny, odcinek: 229 pt. "Uśpiona miłość"                                                                                 |

| Dubbing              |                               |                          |                       |
| Filmy                |                               |                          |                       |
| Rok                  | Tytuł                         | Rola                     | Uwagi                 |
| 1960                 | Kim pan jest, doktorze Sorge? | Lilly Braun              |                       |
| 1961                 | Włoszki i miłość              |                          | Nowela 10 − "Kariera" |
| 1962                 | Serca trzech dziewcząt        |                          |                       |
| 1963                 | Atak we mgle                  | Bessy Benson             |                       |
| 1964                 | Lemoniadowy Joe               | Winnifred                |                       |
| 1965                 | Człowiek z Hongkongu          | Alexandrine Pinardel     |                       |
| 1965                 | Droga Brigitte                | Pandora                  |                       |
| 1965                 | Wątła nić                     | Marion                   |                       |
| 1966                 | Czarna pantera                | Martina                  |                       |
| 1967                 | Przedział morderców           | Benjamine „Bambi” Bombat | Wersja kinowa         |
| 1968                 | Lew pręży się do skoku        | Eva                      |                       |
| 1969                 | Czerwony namiot               | Valeria                  |                       |
| 1975                 | Ostatnia ofiara               | Krugłaja                 |                       |
| 1976                 | Robert i jego małpka          | Tesařova                 |                       |
| Seriale i telewizja  |                               |                          |                       |
| Rok                  | Tytuł                         | Rola                     | Uwagi                 |
| 1975-1976, 1982-1983 | Pszczółka Maja                | Ćma                      |                       |
| 1976                 | Ja, Klaudiusz                 | Sybilla                  | Odcinki: 1, 13        |